# Description définie
 (mars 2015).
Si vous disposez d'ouvrages ou d'articles de référence ou si vous connaissez des sites web de qualité traitant du thème abordé ici, merci de compléter l'article en donnant les références utiles à sa vérifiabilité et en les liant à la section « Notes et références ».
Une description définie est une expression de la forme le X, dans laquelle X est un nom commun ou une locution linguistique décrivant un individu ou un objet déterminé, et un seul (par exemple, « le premier singe de l'espace » ou « le 42e président des États-Unis »). À la différence du nom propre, une description définie ne nomme pas un objet, mais affirme, selon Russell, qu'il existe un et un seul objet qui satisfait cette description.
Russell a développé l'idée de description définie dans l'article On denoting (1905), en opposition à la philosophie du langage frégéenne. Dans l'article Sens et dénotation (1892), Frege distinguait la dénotation, qui est l'objet désigné par l'expression, et le sens, qui est la manière dont elle le désigne. Vénus est ainsi l'objet dénoté dans les deux propositions au sens distinct, « l'étoile du matin » et « l'étoile du soir ». Russell, au contraire, considérait qu'une description définie n'avait aucun sens (Russell employait le terme de « signification »), et n'a une dénotation que dans certains cas. Les descriptions définies n'ont de signification que dans une proposition complète. De façon générale, c'est la distinction elle-même entre sens et dénotation qui pose un problème, selon Russell.

## Difficultés soulevées par les descriptions définies
Deux types de difficultés de la division des descriptions peuvent être signalés :
- certaines descriptions n'ont pas la forme le X : par exemple, la proposition mon livre peut être reformulée en le livre de moi.

- Le groupe nominal le roi de France est l'exemple classique de description définie non satisfaite (i.e. sans dénotation dans le monde réel). Dû à Bertrand Russell, il provient d'un exemple qui, en tant que paradoxe, soulève certains problèmes liés au tiers exclu ou à la dénotation.

(1) L'actuel roi de France est chauve.
Puisque la France, à l'époque où Russell écrit cette phrase, n'a pas de roi, le problème qui se pose est de savoir si un tel énoncé est vrai, faux ou dénué de sens. L'énoncé ne peut être vrai, puisqu'il n'a pas de roi. Mais s'il est faux, cela suppose que sa négation soit vraie, i.e. Le roi de France a des cheveux est vraie.
Russell analyse ainsi l'énoncé :
- La clause ontologique : il existe un x qui est roi de France ;
- La clause d’unicité : il n'y a qu'un seul x qui soit tel ;
- L’assertion : et x est chauve

Cette analyse étant faite, il est facile de voir que la conjonction de ces atomes est fausse, puisque le premier terme est faux. Le principe du tiers exclu est ainsi sauvé, puisqu'il n'est pas question de dire que l'actuel roi de France n'est ni chauve ni non-chauve, mais que l'actuel roi de France n'existe pas.
Cette analyse a soulevé quelques objections ; par exemple P. F. Strawson estime dans « On Referring » que Russell a dénaturé le sens de l'énoncé d'origine.  Pour Strawson, en effet, s'il n'existe pas de roi de France, la phrase (1) n'est ni vraie ni fausse, elle est indéterminée du point de vue de sa valeur de vérité.  Et dans cette optique, pour autant, le problème ne se pose pas en termes de violation de la loi logique du tiers exclu ; c'est qu'avant tout, l'énoncé de (1) est inapproprié.

## À quoi sert la théorie des descriptions?

### Enjeux ontologiques
L'enjeu fondamental est très simple à comprendre : de quoi parle-t-on ? À quelles réalités fait-on référence ? À quoi peut bien servir en effet une proposition qui ne dénote rien, alors qu'elle a un sens ? L'actuel roi de France est chauve peut avoir un sens, de même que des noms sans référent (« licorne », et pourquoi pas « Dieu ») peuvent former des propositions douées de sens. Plusieurs solutions sont envisageables :
- ces propositions réfèrent à des objets non-existants (donc, semble-t-il, qui ont une réalité non-existante) ;
- ou bien elles réfèrent à des concepts ;
- ou bien des propositions de ce genre sont en réalité mal formées et qu'elles n'ont donc pas de sens (i.e. elles ne sont ni vraies ni fausses) ;
- ou la solution de Russell, qui évite à la fois la réalité des non-existants et de reconnaître des propositions dénuées de sens.

En effet, si nous suivons l'analyse de Russell, une proposition existentielle de forme négative, telle que l'actuel roi de France n'existe pas, peut être analysée de deux manières :
1. Il n'est pas vrai qu'il existe un individu qui est le roi de France
2. Le roi de France n'existe pas

La première analyse est contradictoire car il faut que le roi de France existe pour dire qu'il n'existe pas. Alors que la seconde analyse n'a pas besoin de supposer l'existence d'une entité. Elle dit seulement que rien n'existe qui ait la propriété d'être roi de France. La seconde analyse sera donc retenue par Russell, puisqu'elle permet d'économiser le recours à des référents dont il a montré l'inutilité, et par suite, d'éviter des difficultés métaphysiques qui ne tiennent qu'à une mauvaise interprétation du langage. Nul besoin de distinguer deux types d'existence (l'existence et la subsistance, selon les termes de Meinong) pour parler des entités inexistantes.

### Enjeux épistémologiques
La distinction entre les noms propres et les descriptions définies est parallèle à une autre distinction, celle entre la connaissance par « acquaintance » et la connaissance par description. Pour donner un nom à une chose, il est nécessaire d'être en contact direct avec cette chose. Il est donc possible de donner un nom propre aux personnes ou aux choses dont on a eu, ou dont on a actuellement l'expérience. Dans ce cas, l'existence de la chose nommée est indubitable.
Il est d'autre part possible de connaître les objets dont nous n'avons pas l'expérience directe par la description. Socrate, par exemple, ne nous est connu que comme le maître de Platon. Beaucoup d'autres noms propres sont aussi des descriptions définies, masquées derrière ce nom. Dans ce cas, l'existence de l'objet décrit n'est pas certaine. Nous reposons uniquement sur le témoignage d'autrui.

#### Ouvrages
- Russell, On Denoting, (1905).
- Strawson, On Referring, (1950).

#### Article
- Philippe Jouvi, « La théorie russellienne des descriptions : un paradigme de la philosophie », sur Académie de Grenoble, 2003